# Museu Zoológico da Universidade de Copenhague
O Museu Zoológico da Universidade de Copenhague (em dinamarquês: Zoologisk Museum) é desde 2004 uma parte do Museu de História Natural da Dinamarca, que consiste em quatro museus de ciências naturais. A exposição permanente "de pólo a pólo" mostra animais de todo o mundo em grandes telas. Há também uma exposição semi-permanente sobre Charles Darwin e uma coleção completa de todos os animais do território dinamarquês, incluindo a Groenlândia. O museu tem muitos vestígios importantes de aves recentemente extintas, incluindo os olhos e os órgãos internos dos dois últimos araus-gigante, vários exemplares de uma variedade de corvo das ilhas Faroe, e um dos dois únicos crânios completos conhecidos de dodôs que foram levados para a Europa no século XVII.